# Bandolier (album)
Bandolier je páté album skupiny Budgie. Bylo vydáno v září 1975 v MCA Records. Album dosáhlo ve Velké Británii 36. pozice žebříčku a v roce 1976 bylo oceněno jako "Zlaté". Typickým je kaskádovité kytarové sólo ve skladbě "Napoleon Bona", které připomíná sólo ve skladbě "Freebird" od Lynyrd Skynyrd a předznamenává skladbu "Overkill" od Motörhead. Album obsahuje i umírněné kytarové kousky ("Slipaway") a tvrdší bluesové exkurze "Breaking All The House Rules", "I Can't See My Feelings" a "Who Do You Want For Your Love?". Album Bandolier bylo vydáno v USA koncem roku 1976.

## Seznam stop
1. Breaking All The House Rules – (7:23)
2. Slipaway – (4:02)
3. Who Do You Want For Your Love? – (6:09)
4. I Can't See My Feelings – (5:54)
5. I Ain't No Mountain – (3:36)
6. Napoleon Bona-Parts 1 & 2 – (7:15)
Remasterovaná verze na CD obsahuje navíc stopy:
7. Honey („B“ Side)
8. Breaking All The House Rules (Live 1980)
9. Napoleon Bona-Parts 1 & 2 (Live 1980)
10. Who Do You Want For Your Love (Live 1975)

## Obsazení
- Burke Shelley – baskytara, zpěv
- Tony Bourge – kytara, zpěv
- Steve Williams (rockový bubeník) – bicí